# Louis Ginzberg
Louis Ginzberg (noto in ebraico come לוי גינצבורג, Levy Gintzburg; Kovno, 28 novembre 1873 – New York, 11 novembre 1953) è stato un rabbino, filosofo e educatore lituano naturalizzato statunitense, ebreo del Governatorato di Vil'na, studioso del Talmud, figura chiave dell'ebraismo conservatore del XX secolo.
Rabbi Louis Ginzberg nacque in una famiglia di nota pietà ed erudizione, discendente da Vilna Gaon, giunse negli Stati Uniti nel 1899, dove lavorò presso l'Hebrew Union College e scrisse articoli per la Jewish Encyclopedia. Nel 1903 cominciò a insegnare al Jewish Theological Seminary, dove rimase fino alla fine dei suoi giorni.
Oltre a studiare il Tanakh, il Talmud e la Mishnah, riteneva necessario lo studio dell'Halakhah e scrisse Responsa, ottenendo grande attenzione del mondo ebraico ortodosso e qualche polemica da parte di ebraisti ultra-ortodossi per avere incoraggiato lo studio della letteratura rabbinica moderna.
Formò comunque due generazioni di rabbini conservatori, gli offrirono una laurea honoris causa all'Università di Harvard e lasciò molti studi, incluso un commento al Talmud di Gerusalemme e la monumentale opera in 6 volumi (più uno di indici) The Legends of the Jews (1909). Si tratta di una sintesi originale di un'enorme quantità di haggadah dalla Mishnah, dai due Talmud e dal Midrash, con incursioni in testi apocrifi, pseudoepigrafici e appartenenti alla letteratura cristiana antica, leggende che vanno dalla creazione del mondo alla caduta di Adamo, dalle storie su Mosè a quelle su Ester e i giudei persiani. La sua enorme conoscenza dei testi sacri e del folklore però non si risolse in un lavoro antologico, ma in una vera e propria riscrittura parafrasante (sebbene ricca di note sulle fonti), apprezzata anche per lo stile.
Un altro suo libro piuttosto conosciuto fu Geonica (1909), racconto dei geonim babilonesi con lunghe citazioni dalle loro risposte giuridiche scoperte nei materiali di Geniza del Cairo. Ha poi continuato questo racconto in Ginze Schechter (1929).
Per la Jewish Encyclopedia scrisse 406 voci e diversi passi monografici più lunghi, alcuni dei quali raccolti poi in Legend and Lore. 
La sua autorità nel proprio campo di interesse fu enorme, e per il periodo dal 1917 al 1927 fu considerato l'uomo da consultare per ogni questione riguardante la normativa ebraica. Fu anche fondatore e presidente dell'American Academy of Jewish Research.

## Opere
- Yerushalmi fragments from the Genizah, a cura di Louis Ginzberg, New York: The Jewish Theological Seminary of America (JTS), 1909
- Geonica , vol. 1. The Geonim and Their Halakich Writings, New York: JTS, 1909
- Geonica , vol. 2. Genizah Studies, New York: JTS, 1909
- Tamid: The Oldest Treatise of the Mishnah, Cincinnati: Ark Pub. Co., 1920
- Students, Scholars and Saints, Philadelphia: Jewish Publication Society of America, 1928
- The Legends of the Jews, vol. 1. Bible Times and Characters: From the Creation to Jacob, Philadelphia, 1909; Baltimore: Johns Hopkins University Press, 1998
- The Legends of the Jews, vol. 2. Bible Times and Characters: From Joseph to the Exodus, Philadelphia, 1910; Baltimore: Johns Hopkins University Press, 1998
- The Legends of the Jews, vol. 3. Bible Times and Characters: From the Exodus to the Death of Moses, Philadelphia, 1911; Baltimore: Johns Hopkins University Press, 1998
- The Legends of the Jews, vol. 4. Bible Times and Characters: From Joshua to Esther, Philadelphia, 1911; Baltimore: Johns Hopkins University Press, 1998
- The Legends of the Jews, vol. 5. Notes to Volumes 1 and 2: From the Creation to the Exodus, Philadelphia, 1925; Baltimore: Johns Hopkins University Press, 1998
- The Legends of the Jews, vol. 6. Notes to Volumes 3 and 4: From Moses in the Wilderness to Esther, Philadelphia, 1928; Baltimore: Johns Hopkins University Press, 1998
- The Legends of the Jews, vol. 7. Index, a cura di Boaz Cohen, Philadelphia, 1938; Baltimore: Johns Hopkins University Press, 1998
  - Le leggende degli ebrei, a cura di Elena Loewenthal, vol. 1. Dalla creazione al diluvio, Milano: Adelphi, 1995 ISBN 9788845911682
  - Le leggende degli ebrei, a cura di E. Loewenthal, vol. 2. Da Abramo a Giacobbe, Milano: Adelphi, 1997 ISBN 9788845913297
  - Le leggende degli ebrei, a cura di E. Loewenthal, vol. 3. Giuseppe, i figli di Giacobbe, Giobbe, Milano: Adelphi, 1999 ISBN 9788845914973
  - Le leggende degli ebrei, a cura di E. Loewenthal, vol. 4: Mosè in Egitto, Mosè nel deserto, Milano: Adelphi, 2003 ISBN 9788845917622
  - Le leggende degli ebrei, a cura di E. Loewenthal, vol. 5: Verso la terra promessa, Milano: Adelphi, 2014 ISBN 9788845929229
  - Le leggende degli ebrei, a cura di E. Loewenthal, vol. 6: Da Giosuè a Ester, Milano: Adelphi, 2016 ISBN 9788845931000
- A responsum concerning wines that are eligible and those that are ineligible for ritual uses, New York, 1922
- Midrash and Haggadah, 1928
- The Palestinian Talmud, 1941
- On Jewish Law and Lore, Philadelphia: Jewish Publication Society of America, 1955
- The Responsa of Professor Louis Ginzberg, a cura di David Golinkin, NY: JTS, 1996.